# Interdit au public (film)
Pour plus de détails, voir Fiche technique et Distribution.
Interdit au public est un film français réalisé par Fred Pasquali, sorti en 1949.

## Fiche technique
- Titre : Interdit au public
- Réalisation : Fred Pasquali
- Supervision de la réalisation : Richard Pottier
- Scénario et dialogues : Roger Dornès et Jean Marsan d'après leur pièce de théâtre Interdit au public
- Photographie : Marcel Grignon
- Son : René-Christian Forget
- Musique : Marceau Van Hoorebecke
- Sociétés de production :  Les Films Jacques Willemetz - Les Prisonniers Associés
- Directeur de production : Jacques Willemetz
- Tournage : du 12 mai au 28 mai 1949
- Pays de production : France
- Langue : français
- Genre : Comédie
- Durée : 86 minutes
- Date de sortie : France : 2 décembre 1949

## Distribution
- Jacques Erwin : Hervé Montagne
- Mary Marquet : Gabrielle Tristan
- José Noguero : Pepito Pajo
- Michel Roux : Pierre
- Jacqueline Gauthier : Gisèle
- Mona Goya : Nicole
- Alfred Pasquali : Saturnin
- Serge Nadaud : Korninoff
- Jeanne Longuet : la secrétaire
- Hubert Noël : Bernard
- Maxime Fabert : Robert
- Camille Fournier : Lucienne
- Jean Marsan : l'acteur
- Monique Gérard : une actrice
- Tania Soucault : une actrice
- Christiane Auger : une actrice
- Simone Duhart : une actrice